# ويليام بارا
ويليام بارا (بالإسبانية: William Parra)‏ هو صحفي كولومبي، ولد في 1966 في بوغوتا في كولومبيا.